# Mr. Sam
Mr. Sam (* 28. Februar 1975 in Tourcoing, Frankreich; bürgerlicher Name Samuel Paquet) ist ein französischer Trance-DJ und Musikproduzent.

## Biographie
Samuel Paquet wuchs in Tourcoing auf und hörte in seiner Kindheit Musik von Giorgio Moroder, Klaus Schulze und Elvis Presley. Nachdem er sich eine Single von Depeche Mode gekauft hatte, wurde er von der elektronischen Tanzmusik nicht mehr losgelassen. Im Alter von 18 Jahren legte er als DJ schon in verschiedenen Clubs auf.
Seine erste Produktion war ein Remix von „The Door“ von den Circuit Boys, der 1999 auf dem Label Diki Records erschien. Seine erste Eigenproduktion war die EP „Pressurize“, die 2002 bei Yeti Records erschien. 2003 kam er bei Magik Muzik unter Vertrag, einem Sublabel von Black Hole Recordings im Besitz von Tiësto. Eine seiner erfolgreichsten Produktionen war die Single „Lyteo“, insbesondere der Remix von Rank 1. 2006 erschien sein Debütalbum Lyteo und im folgenden Jahr das Remix-Album Lyteo Interpretations.
Mr. Sam gründete 2008 sein eigenes Musiklabel APPIA Music als Sublabel von Black Hole Records.

## Diskografie

### Alben
- 2006: Lyteo
- 2007: Lyteo Interpretations
- 2010: Pop Model

### Singles
Soloproduktionen
- 2002: Pressurize (Yeti)
- 2003: Surrender (Yeti)
- 2004: Orbit Catcher - We Are Free (Intensive)
- 2005: Flying Around (Black Hole)
- 2005: Lyteo (Black Hole)
- 2006: Insight (Black Hole) (feat. Kirsty Hawkshaw)
- 2006: Split (Black Hole) (feat. Kirsty Hawkshaw)
- 2009: Tantra (APPIA)
- 2009: Mixi (APPIA)

Ko-Produktionen
- 2002: Mr. Sam vs. Flatner – Chemical Adventures Vol. 1 (Yeti)
- 2002: Mr. Sam vs. Fred Baker – I Miss You (Axe)
- 2003: Mr. Sam vs. Fred Baker pres. As One – Forever Waiting (Magik Muzik)
- 2003: Mr. Sam vs. Tim Coltrane pres. The Tribute – One More Day (Soundpiercing)
- 2008: Mr. Sam vs. T99 – Anasthasia (APPIA)
- 2008: Mr. Sam vs. Human Resource – Dominator (APPIA)
- 2008: Mr. Sam feat. clAud9 – Cygnes (APPIA)
- 2009: Mr. Sam vs. Andy Duguid – Hold My Breath (Black Hole)
- 2009: Mr. Sam feat. T4L – Menkayo (APPIA)
- 2009: Mr. Sam feat. T4L – Rydem Koba (APPIA)
- 2009: Mr. Sam feat. Andy Duguid – Tra Zomas (APPIA)
- 2010: Mr. Sam & Andy Duguid feat Amanda Wilson – Satisfaction Guaranteed (Black Hole)
- 2010: Mr. Sam & Andy Duguid feat. Pat Banatar – Invincible (Magik Muzik)

### Remixe (Auswahl)
- 2001: Delerium feat. Leigh Nash – Innocente (Falling In Love)
- 2002: Lost Witness – Did I Dream (Song to the Siren)
- 2003: Blank & Jones – Unknown Treasure
- 2008: Deadmau5 – Clockwork
- 2010: BT – Forget Me
- 2010: Rank 1 vs. Jochen Miller – The Great Escape
- 2010: BT – Suddenly

## Belege
1. ↑  Chartquellen: FI